# Helmut John (Sportschütze)
Helmut John (* 3. Januar 1931 in Neu-Isenburg, Landkreis Offenbach, Hessen; † 25. Juli 2012) war ein deutscher Sportfunktionär.

## Leben
Helmut John wuchs mit einer jüngeren Schwester in Frankfurt am Main auf. Da die elterliche Wohnung im Zweiten Weltkrieg zerstört wurde, wurde die Familie nach Camberg/Ts. evakuiert. Er beendet die Schule mit dem Abitur und studierte danach das Fach Elektrotechnik, welches er mit seinem Diplom abschloss.
Im Oktober 1960 heiratete er seine Frau, mit der er zusammen zwei Kinder hatte (Sohn, geb. 1965, Tochter, geb. 1969).
Da er sich schon immer für Technik und Maschinenbau interessierte, kam es ihm zugute, dass sein Schwiegervater in Offenbach eine Stanzmesserfabrik aufgebaut hatte, die hauptsächlich für die Lederwarenindustrie Stanzmesser fertigte. Ende der 1960er Jahre übernahm er den Betrieb und baute ihn weiter aus, z. B. begann er mit der Produktion von Stanzwerkzeugen für die Etiketten- und Papierindustrie und für die Automobilindustrie.
1999 übergab er seinen Betrieb in die Hände seines Sohnes und Schwiegersohnes.

## Sportlicher Werdegang
Helmut John trat 1954 in den 1. Frankfurter Pistolenklub und den Deutschen Schützenbund (DSB) ein. Als aktiver Schütze war er mehrfacher hessischer Meister und daneben lange Jahre Schatzmeister seines Heimatvereines. 1965 wurde er Pistolenreferent des Verbandes und erstmals für die Durchführung der deutschen Meisterschaften in diesem Bereich verantwortlich. In dieser Funktion verblieb er lange Jahre bis zu seinem Rückzug 1997. Neben vielen anderen Großereignissen, für die er als Organisator verantwortlich zeichnete, wurden die Olympischen Sommerspiele 1972 in München zum Höhepunkt, bei denen er als Wettkampfleiter der Pistolenwettbewerbe fungierte. Darüber hinaus war er oft Mitglied von Wettkampf-Jurys und häufig deren Vorsitzender. 1978 wurde er auch Vorsitzender der Pistolen-Kommission der Europäischen Schützenkonföderation und blieb in dieser Position bis 1991. 1982 wurde John Mitglied der Technischen Kommission der International Shooting Sport Federation (ISSF, damals noch Union Internationale des Federations et Associations Nationales de Tir, UIT). Nach dem Rückzug von den Ämtern engagierte er sich bis zu seinem Tod im DSB-Stiftungbeirat und im Beirat Deutsches Schützenmuseum.
Für seine Verdienste um den Schießsport wurde John hoch geehrt. 1974 erhielt er das Goldene Ehrenkreuz, 1980 den Ehrenring und 1997 die Ehrenmitgliedschaft des DSB. Ehrenmitglied war er auch im Hessischen Schützenverband. 1992 wurde ihm das Blaue Kreuz, die höchste Auszeichnung des Weltverbandes ISSF, verliehen. Schon nach den Olympischen Spielen 1972 wurde ihm für die Durchführung der Wettkämpfe die Goldmedaille der UIT verliehen. Selbst aus der DDR bekam er für die tadellose Durchführung ein Dankschreiben.